# Gehrendorf

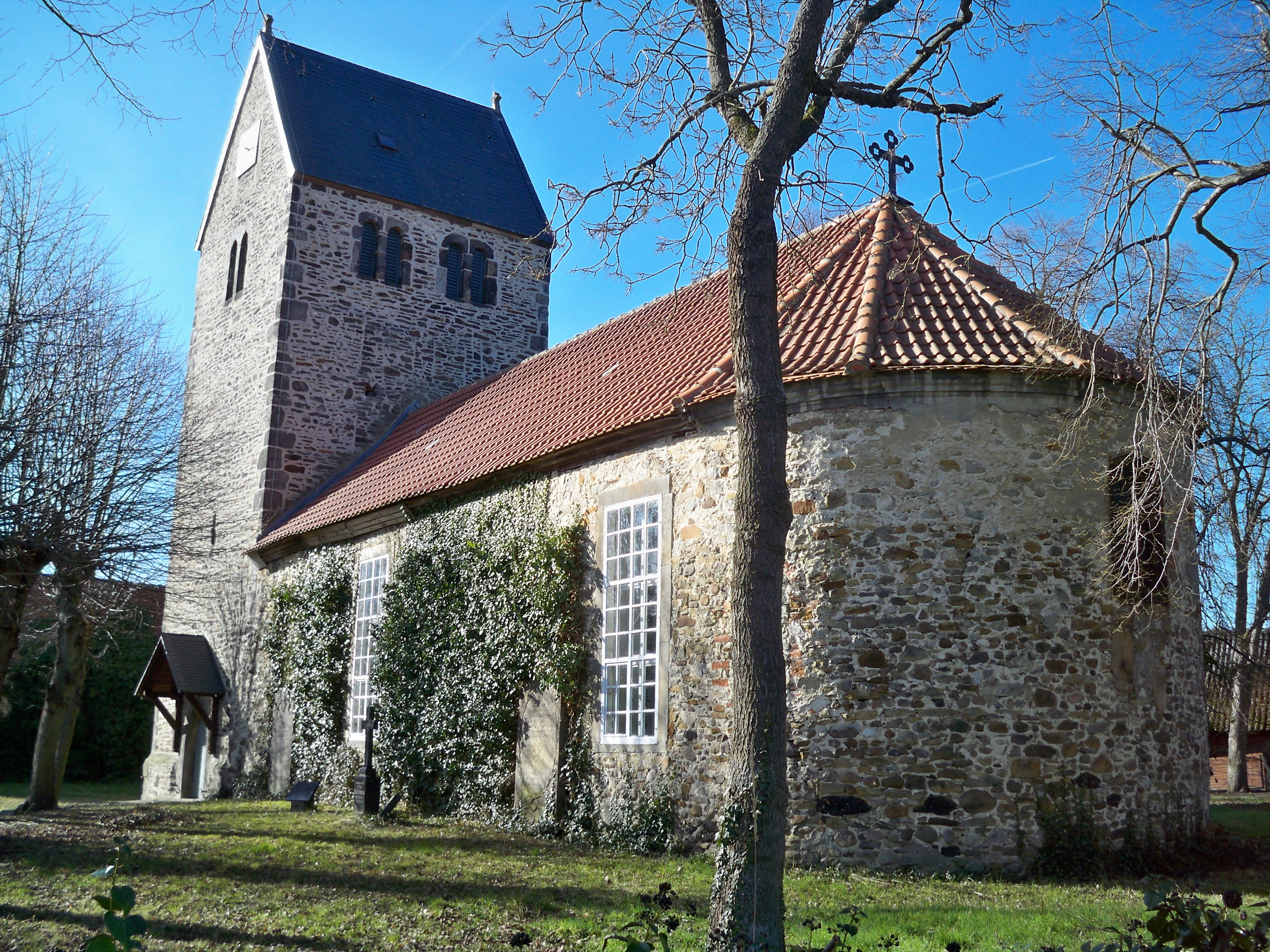
Dorfkirche Gehrendorf

Gehrendorf ist ein Ortsteil der Stadt Oebisfelde-Weferlingen im Landkreis Börde in Sachsen-Anhalt.

## Geographie
Gehrendorf ist ein Haufendorf. Es liegt nahe der Aller, die teilweise die Grenze zu Niedersachsen bildet. Oebisfelde liegt rund vier Kilometer nördlich, Lockstedt zwei Kilometer südöstlich, Bösdorf zwei Kilometer nordöstlich und das niedersächsische Bahrdorf rund zwei Kilometer südwestlich. 

## Geschichte
Die Gemeinde Gehrendorf gehörte erst dem Kreis Gardelegen an, Im Jahr 1939 hatte Gehrendorf 311 Einwohner. 1952 kam es zum Kreis Klötze. Gehrendorf war Standort einer Einheit der Grenztruppen der DDR. Am 14. April 1994 wurde Gehrendorf Teil der Stadt Oebisfelde, die am 1. Juli 1994 dem neugebildeten Ohrekreis beitrat.

## Dorfkirche
Die Kirche Gehrendorf liegt auf einem von Sandsteinplatten umfriedeten Kirchhof. Sie ist im Kern ein mittelalterlicher Feldsteinbau aus rechteckigem Schiff mit halbkreisförmigem Ostschluss und Westquerturm. Der Turm ist vermutlich der älteste Teil, mit gekehltem Sockelgesims, teils mit Schlitzfenstern; die Schallöffnungen an seiner Ostseite sind rundbogig, die übrigen spitzbogig. Das Bauwerk wurde mehrfach erneuert, darunter durchgreifend in den Jahren 1711–16; aus dieser Zeit stammen die hochrechteckigen Schlitzfenster. Die letzte Instandsetzung erfolgte im Jahr 1982.
Innen schließt eine flache, bei einer Instandsetzung im Jahr 1935 ornamentierte Holzdecke das Bauwerk ab, eine Empore ist im Westen eingebaut. Auf der Nordseite ist eine spätmittelalterliche rundbogige Sakramentsnische mit originaler Tür erhalten. Das kleine Ostfenster ist mit einer Darstellung des segnenden Christus in Farbglasmalerei aus der Zeit um 1900 versehen. Ein kleiner spätmittelalterlicher Kruzifixus vom Dreinageltyp befand sich ursprünglich in der Nikolaikirche von Oebisfelde. Eine Doppelfigur aus der zweiten Hälfte des 15. Jahrhunderts zeigt die Muttergottes und Anna selbdritt. Der romanisierende Orgelprospekt ist ein Werk des 19. Jahrhunderts; das schlichte Ältestengestühl aus dem 16./17. Jahrhundert. Barocke Kommunikantenbänke sind weiterhin zu erwähnen. Eine spätmittelalterliche Bronzeglocke in Wachsfadentechnik entstand um 1300. Im Jahr 2023 wurde die Restaurierung der Orgel beendet und mit einem Orgelkonzert eingeweiht.

## Infrastruktur
Gehrendorf ist durch Kreisstraßen mit Oebisfelde, Bösdorf, Lockstedt und Bahrdorf verbunden. Am Ostrand steht eine ehemalige Kaserne der Grenztruppen.